# Доисторическая Армения
Доисторическая Армения как исторический термин относится к истории региона, который в конечном итоге будет известен как Великая Армения, и охватывает период самого раннего известного человеческого присутствия в Армянском нагорье в нижнем палеолите (более 1 миллиона лет назад) до железного века и появления Урарту в 9 век до н. э. Конец Доисторической Армении в VI веке до н. э. знаменует собой начало Древней Армении.

## Палеолит
Армянское нагорье было заселено людскими племенами,и самими армянами начиная с нижнего палеолита и вплоть до наших дней. Первые человеческие следы подтверждаются наличием ашельских орудий, как правило, вблизи обнажений обсидиана, появившихся более 1 миллиона лет назад. Также были выявлены поселения среднего и верхнего палеолита, такие как пещера Ховк-1 и триалетская культура.
Самые последние и важные раскопки проводятся на стоянке каменного века Нор Геги-1 в долине реки Раздан. Тысячи артефактов возрастом 325 000 лет могут указывать на то, что этот этап человеческих технологических инноваций периодически возникал по всему Старому Свету, а не распространялся из одной точки происхождения (обычно предполагалось, что это Африка), как считалось ранее.

## Неолит
Считается, что стоянки Акнашен и Араташен в районе Араратской равнины относятся к периоду неолита. Археологические раскопки в Мецаморе, расположенные к юго-западу от села Тароник в Армавирской области Армении, также демонстрируют свидетельства поселений, начиная с эпохи неолита. 
Шулавери-шомутепинская культура центрального Закавказья датируется радиоуглеродным методом примерно 6000–4000 гг. до нашей эры. На смену этой культуре пришла куро-араксская культура раннего бронзового века, датируемая периодом ок. 3400—2000 гг. до н. э.

## Бронзовый век

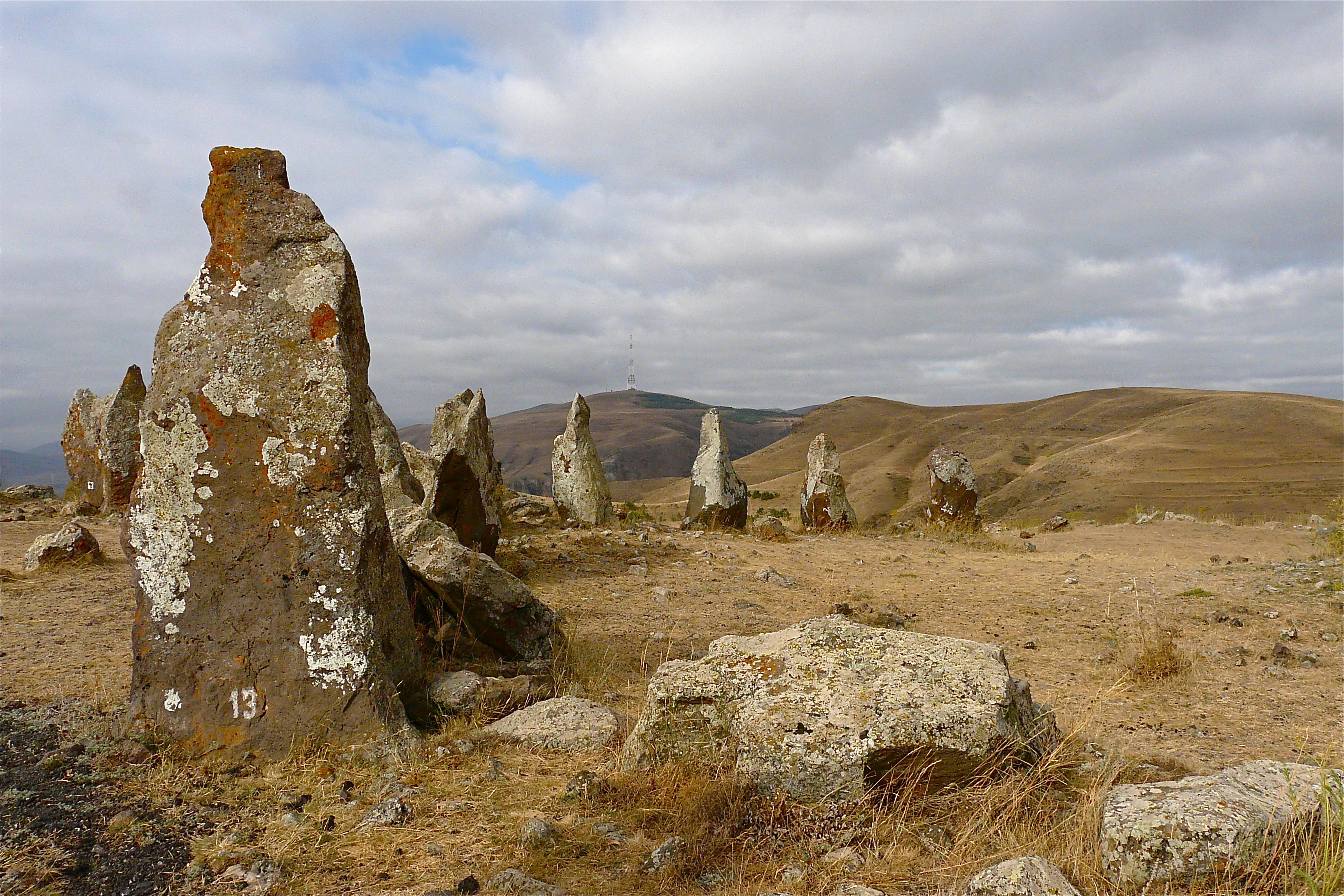
Могильник бронзового века Зорац Карер (также известный как Караундж).

Культура раннего бронзового века в данном регионе — это Куро-араксская культура, относящаяся к периоду между ок. 4000 и 2200 до н. э. Самые ранние свидетельства этой культуры найдены на Араратской равнине, откуда к 3000 г. до н. э. она распространилась в соседню Грузию (но так и не достигла Колхиды), а также продвигалась на запад и на юго-восток в область ниже бассейнов Урмии и озера Ван.
С 2200 г. до н. э. по 1600 г. до н. э. в сегодняшних Армении, Южной Грузии и северо-восточной Турции процветала триалетско-ванадзорская культура. Было высказано предположение, что её возникновение связано с миграцией из Северного Причерноморья степного населения ямной культуры. Переход части местного населения Закавказья с хуррито-урартских языков на поздне-индоевропейский язык этой степной группы мог в итоге привести к возникновению протоармянского языка. Такой же степной генетический компонент обнаружен у протогреков Микенской цивилизации, что может объяснять ряд общих черт, связывающих армянский язык с греческим. Другие, возможно родственные триалетской, культуры были распространены в это время по всему Армянскому нагорью, и в частиности в районах Арагаца и Севан. Её сменяет лчашен-мецаморская культура поздней бронзы (XV—VIII века до н. э.), которая отождествляется с племенной конфедерацией Этиуни.
Ученые начала XX века предположили, что название «Армения», возможно, впервые было записано в надписи, в которой Армани (или Арманум) упоминается вместе с Эблой, территорий, завоеванной Нарам-Суэном (2300 г. до н. э.), отождествленной с аккадским колонией в нынешнем районе Диярбекира; однако точное местонахождение Армани и Иблы неясно. Некоторые современные исследователи помещают Армани (Арманум) в общую область современного Самсата и предполагают, что он был заселен, по крайней мере частично, ранними индоевропейцами. Сегодня современные ассирийцы (традиционно говорящие на новоарамейском языке, не на аккадском) обращаются к армянам по имени Армани. Фараон Тутмос III на 33-м году своего правления (1446 г. до н. э.), упоминает народ «эрменен», утверждая, что в их земле «небо покоится на своих четырех столпах».
Самое раннее свидетельство названия «Армения» происходит из Бехистунской надписи (ок. 500 г. до н. э.). В Бехистунской надписи название Армения, данное Урарту, также интерпретируется как страна «людей или жителей Урарту / Арарат», данная персами Армянскому нагорью.
Самой ранней формой названия «(Х)Айастан», эндонима Армении, предположительно, было Хаяса-Аззи, царство на Армянском нагорье, которое было записано в хеттских записях, датируемых 1500—1200 гг. до н. э.
Между 1200 и 800 г. до н. э. большая часть Армении была объединена конфедерацией племен, которую ассирийские источники называли Наири («Земля рек» на ассирийском языке).

## Железный век
Главной целью ранних ассирийских вторжений в Армению было добыча металлов. Железообрабатывающий век повсюду следовал за веком бронзы, открывая новую эпоху человеческого прогресса. Его влияние хорошо заметно в Армении, и переходный период также хорошо прослеживается.
Найденные гробницы, все металлическое содержимое которых состоит из бронзы, относятся к более старой эпохе. На большинстве исследованных кладбищ была найдена как бронзовая, так и железная мебель, что указывает на постепенное продвижение в железный век.

## Внешние ссылки
- Доисторические места в Северной Армении
- Археологи мира проявляют живой интерес к доисторической Армении
- Генетическая история Армянского нагорья — от каменного века до современных армян
- Армянское нагорье в Бронзовом веке. Бен Варданян // Родина слонов №405